# بنون (فرنسا)
بينون Pinon هي مدينة في فرنسا ب جهة بيكاردي.